# Pasquale Amato
Pasquale Amato (Napoli, 21 marzo 1878 – New York, 12 agosto 1942) è stato un baritono italiano, attivo in particolare presso il Metropolitan Opera.

## Biografia
Studiò presso il Conservatorio di San Pietro a Majella di Napoli con i Maestri Vincenzo Lombardi ed Enrico Carelli.
Nel 1900 debuttò ne La traviata al Teatro Bellini di Napoli. Fu protagonista nei più importanti teatri italiani (Milano, Genova, Napoli, Catania), d'Europa (Royal Opera House di Londra, Germania, Russia, Montecarlo) e d'America. Nel 1907 cantò al Teatro alla Scala nella prima italiana di Pelléas et Mélisande.
Dal 1908 si trasferì negli Stati Uniti con un ingaggio stabile al Metropolitan, dove rimase fino al 1921 e dove nel 1910 fu nel cast della prima assoluta de La fanciulla del West. I ruoli di maggior successo al Met furono nei personaggi de Il Conte di Luna, Posa, Ashton, Rigoletto, Tonio, Amfortas. Si esibì di frequente con Enrico Caruso.

Pasquale Amato, Francesco Paolo Tosti ed Enrico Caruso in una foto del 1914

Nel 1912, all'età di 34 anni, cominciò il declino vocale. Nel 1913 tornò a cantare in Italia, sotto la direzione di Arturo Toscanini. A causa del progressivo logorio vocale, cominciò a riportare i primi insuccessi che lo porteranno al declino artistico. Fu infatti all'inizio degli anni venti, durante la rappresentazione di Otello al Teatro della Pergola di Firenze, che, in seguito alle contestazioni del pubblico, gli organizzatori decisero di sostituirlo con il giovane Spartaco Marchi. Dal 1921 le sue esibizioni furono limitate ad apparizioni nei teatri di provincia e a tour con varie compagnie minori.
Negli ultimi anni di vita fu maestro di canto presso l'Università della Louisiana. Morì a Jackson Heights, Queens, New York.
Il repertorio di Amato includeva più di 70 opere, tra le quali, oltre a quelle classiche ottocentesche, varie contemporanee: di Cilea, Giordano, Giannetti, Damrosch.

## Ruoli creati
- Folco de' Bardi in Gloria (15 aprile 1907, Milano)
- Jack Rance ne La fanciulla del West (10 dicembre 1910, New York)
- Il ruolo del titolo in Cyrano (27 febbraio 1913, New York)
- Napoleone in Madame Sans-Gêne (25 gennaio 1915, New York)

## Repertorio
| Ruolo                  | Lavoro                  | Autore      |
| ---------------------- | ----------------------- | ----------- |
| Escamillo              | Carmen                  | Bizet       |
| Mefistofele            | Mefistofele             | Boito       |
| Principe Igor'         | Il principe Igor'       | Borodin     |
| Vincenzo Gellner       | La Wally                | Catalani    |
| Folco de' Bardi        | Gloria                  | Cilea       |
| Cyrano                 | Cyrano                  | Damrosch    |
| Golaud                 | Pelléas et Mélisande    | Debussy     |
| Enrico Ashton          | Lucia di Lammermoor     | Donizetti   |
| Carlo                  | Linda di Chamounix      | Donizetti   |
| Enrico di Chevreuse    | Maria di Rohan          | Donizetti   |
| Cristoforo Colombo     | Cristoforo Colombo      | Franchetti  |
| Carlo Worms            | Germania                | Franchetti  |
| Carlo Gérard           | Andrea Chénier          | Giordano    |
| Napoleone Bonaparte    | Madame Sans-Gêne        | Giordano    |
| Valentino              | Faust                   | Gounod      |
| Tonio/Taddeo           | Pagliacci               | Leoncavallo |
| Compare Alfio          | Cavalleria rusticana    | Mascagni    |
| Barnaba                | La Gioconda             | Ponchielli  |
| Marcello               | La bohème               | Puccini     |
| Barone Scarpia         | Tosca                   | Puccini     |
| Jack Rance             | La fanciulla del West   | Puccini     |
| Figaro                 | Il barbiere di Siviglia | Rossini     |
| Rigoletto              | Rigoletto               | Verdi       |
| Conte di Luna          | Il trovatore            | Verdi       |
| Giorgio Germont        | La traviata             | Verdi       |
| Renato                 | Un ballo in maschera    | Verdi       |
| Don Carlo di Vargas    | La forza del destino    | Verdi       |
| Rodrigo di Posa        | Don Carlo               | Verdi       |
| Amonasro               | Aida                    | Verdi       |
| Jago                   | Otello                  | Verdi       |
| Sir John Falstaff      | Falstaff                | Verdi       |
| Wolfram von Esenbach   | Tannhäuser              | Wagner      |
| Federico di Telramondo | Lohengrin               | Wagner      |
| Curvenaldo             | Tristano e Isotta       | Wagner      |
| Amfortas               | Parsifal                | Wagner      |
| Gianciotto Malatesta   | Francesca da Rimini     | Zandonai    |

## Discografia
- Il mito dell'opera: Pasquale Amato (1907-1918), Bongiovanni
- Lebendige Vergangenheit - Pasquale Amato, Preiser
- Prima Voce: Pasquale Amato, Nimbus